# Barkin
Barkin (italijansko barchin, barchino) je bil najmanjši predstavnik tracionalnih lesenih tovornih plovil (precej pa je bilo tudi ribiških izpeljank), ne le Istrske obale, ampak celotnega severnega Jadrana, pa tudi drugje.

## Etimologija in zgodovina
Najpogostejši so bili na severnem in pretežnem delu zahodne obale Istre, kjer so imeli podobno ime in obliko, ob dejstvu, da so s tem imenom včasih poimenovali tudi nekatere druge, predvsem manjše in neznačilne tipe plovil. Barkine  v Tržaškem zalivu ter severnem in delno severozahodnem delu Istre so imenovali tudi taneco, isto ime pa uporabljali tudi za manjše ribiške bracere.
V literaturu se za območje Milj pojavlja tudi nenavaden izraz za manjši barkin, »barka iz Milj« (italijansko barca da Muja, barca di Muggia), kot je leta 1883 zabeležil raziskovalec G.L. Faber na svoji skici. 

## Značilnosti
Barkin je bilo plovilo s precej močnim, izrazito privzdignjenim in nazaj zavitim, enakomerno usločenim premcem. Ta oblika se je kljub nekaterim pomanjkljivostim obdržala skozi stoletja. Premčna ašta se je dvigala dokaj visoko, kakšen meter ali meter in pol nad palubo, in se ni zaključevala s poleno, pač pa v najboljšem primeru z okrasnim izrezom. Premec je bil nekoliko višji od krme, na njem pa barkini niso imeli okrasnih oči, kakor bracere. Barkini so se med seboj razlikovali predvsem v nekaterih detajlih (npr. obliki premčne ašte), po kateri se je pogosto dalo ugotoviti izdelovalca, vendar se niso razvili v dovolj določene različice in podtipe. 

Čeprav so bili barkini lažja tovorna plovila, pa velikih valov na razburkanem morju niso dobro prenašali. Zaradi nekaterih podrobnosti so barkine zapisovalci pogosto zamenjevali za manjšo bracero v 18. in 19. stoletju so namreč vodile barkine nekatere pomorske mestne uprave kot majhne bracere (italijansko brazzera piccola) in jih v evidence vpisovale kot poseben tip plovila.
Barkini so bili ravno pravšnje velikosti za prevoz majhnih količin blaga (glede na velikost, od 8 do 20 ton) po bližnjih obmorskih mestih. Z barkini niso vozili težkega  in grobega tovora (kamni, apno), pač pa predvsem trgovsko blago in kmetijske pridelke. V času solinarske sezone, so bili nekateri barkini specializirani za prevoz soli, nekaj pa jih je bilo tudi ribiških. Barkin je bil namenjen predvsem jadranju s trikotnim (latinskim) jadrom, in je bil marsikdaj tudi brez poševnika in floka. V kolikor so barkini imeli poševnik, je bil ta premičen, (imenovan spunter), da se ga je dalo potegniti preko palube. Šele proti drugi polovici 19. stoletja, so tudi na nekaterih barkinih pričeli uporabljati trapezno jadro.
Zaradi priročnosti, gibčnosti, izjemno velike tovorne odprtine ter majhnega ugreza so lahko z barkini pluli globoko med solinskimi kanali ali ob plimi v rečne struge.